# Балтичко море
Балтичко море, налази се на северу Европе и са Северним морем  повезано је тесним мореузима: Сунда, Велики Белт, Мали Белт, Скагерак, Категат и Килским каналом. Назива се и као Источно море и Западно море. Оно запљускује обале Скандинавског полуострва, већег броја земаља источне, северне и централне Европе. Због његове велике површине (422.300 km²) и лоше повезаности са Северним морем-што онемогућава размену воде, а великог прилива слатке воде ово море је једно од мора са најнижим салинитетом на свету.
Највећа дубина Балтичког мора износи 459 m. Велики заливи су: Ботнички залив, Фински залив, Ришки залив, Куронски залив, Гдањски залив, Шћећински залив, Либечки залив и Килски залив.

## Дефиниције
Администрација
Хелсиншка конвенција о заштити морске средине подручја Балтичког мора обухвата Балтичко море и Категат, без називања Категата делом Балтичког мора, „За потребе ове конвенције „подручје Балтичког мора” је Балтичко море и улаз у Балтичко море, ограничено паралелом Скава у Скагераку на 57° 44,43'С.”
Историја саобраћаја
Историјски Данско краљевство је наплаћивало бродовима пролаз кроз теснаце на граници између океана и копном окруженог Балтичког мора. Наплата је вршена у Ересунду код Кронборшког дворца у близини Хелсингер, у Великом Белту код Ниборга. У Малом Белту, место наплате је било премештено у Фредерицију, након израдње утврђења. Најужи део Малог Белта је „Миделфарт Сунд” у близини Миделфарта.
Океанографија
Постоји широко прихваћена конвенција међу географима да је преферентна физичка граница Балтика линија која је повучена преко јужних данских острва, Дрогден-Сил и Лангелан. Дрогден Сил је смештен северно од Кеге Бурт и повезује Драгер јужно од Копенхагена са Малмеом; ово острво се користи као улаз на Ересундски мост с једне стране, и Дрогденски тунел с друге. По тој дефиницији, Дански пролази су део улаза, док су Мекленбуршки залив и Килски залив делови Балтичког мора. Још једна необична граница је линија између Фалстербоа, Шведска и Стевнс Клинта, Данска, која је јужна граница Ересунда. То је исто тако граница између плитког јужног Ересунда (са типичном дубином од само 5–10 m) и знатно дубље воде.
Хидрографија и биологија
Дрогденски канал (дубине 7 m) одређује границу Ересунда, а Дарски канал (дубине 18 m) гранцу Белтског мора. Плитки силови су препрека за проток тешке слане воде из Категата у базен око Борнхолма и Готланда.
Категат и југозападно Балтичко море су добро оксигенисани и имају богату биологију. Остатак мора је сланкаст, сиромашан у кисеонику и биолошким врстама. Стога, статистички, што је више улаза укључено у његову дефиницију, то здравије Балтик изгледа, и што је уже дефинисан, то угроженије његова биологија изгледа.

## Олујне поплаве
Сматра се да до олујних поплава генерално долази кад је ниво воде више од једног метра изнад нормалног. У Варнеминду је дошло до око 110 поплава у периоду од 1950 до 2000, просеку нешто више од две годишње.
У историји је забележена поплава Свих светаца из 1304. Поплаве знатних размера су се збиле и година 1320, 1449, 1625, 1694, 1784 и 1825. Релативно мало детаља је познато о њима. Од 1872. године, доступни су редовни и поуздани записи нивоа воде у Балтичком мору. Највиши ниво је био током поплаве из 1872 кад је вода у просеку била 2,43 m изнад нормалног нивоа мора у Варнеминду, а максимални ниво је био 2,83 m изнад нормалног нивоа мора на истом месту. У веома тешким поплавама из ближе прошлости просечни нови воде су досегли 1,88 m изнад нормалног морског нивоа 1904, 1,89 m 1913, 1,73 m јануара 1954, 1,68 m током 2–4. новембара 1995 и 1,65 m дана 21. фебруара 2002.

## Географија

### Географски подаци
Као део Северног Атлантског океана, Балтичко море је окружено Шведском и Данском на западу, Финском на североистоку, балтичким земљама на југоистоку, и Северноевропском равницом на југозападу.
Оно је око 1600 km дуго, у просеку је 193 km широко, и у просеку је 55 m дубоко. Максимална дубина је 459 m што се јавља на на шведској страни центра. Површина је око 349.644 km² и запремина мора је око 20.000 km3 (4.800 cu mi). На периферији море има 8000 km дугу обалу.
Балтичко море је једно од највећих брактичних копнених мора по површини, и заузима базен (zungenbecken) формиран путем глечерске ерозије током задњих неколико ледених доба.
Физичке карактеристике Балтичког мора, његових главних подрегиона, и транзиционе зоне у област Скагерака/Северног мора
| Подобласти               | Област  | Запремина | Максимална дубина | Просечна дубина |
|                          |         | 3         |                   |                 |
| ------------------------ | ------- | --------- | ----------------- | --------------- |
| 1. Балтик, отворено море | 211,069 | 13,045    | 459               | 62.1            |
| 2. Ботнијски залив       | 115,516 | 6,389     | 230               | 60.2            |
| 3. Фински залив          | 29,600  | 1,100     | 123               | 38.0            |
| 4. Ришки залив           | 16,300  | 424       | > 60              | 26.0            |
| 5. Појасно море/Категат  | 42,408  | 802       | 109               | 18.9            |
| Укупно Балтичко море     | 415,266 | 21,721    | 459               | 52.3            |

### Опсег
Међународна хидрографска организација дефинише границе Балтичког мора на следећи начин:
Ограничен обалама Немачке, Данске, Пољске, Шведске, Финске, Русије, Естоније, Летоније и Литваније, он се протеже северно и источно од следећих лимита:
- У Малом појасу. Линија која повезује Ниби (54° 47′ N 9° 57.5′ E / 54.783° С; 9.9583° И) и Вејснес Наке (Ере: 54° 49′ N 10° 26′ E / 54.817° С; 10.433° И).
- У Великом појасу. Линија која повезује Гулстав (Јужни екстрем острва Лангелан) и Капел Кирке (54° 46′ N 11° 01′ E / 54.767° С; 11.017° И) на острву Лоланд.
- У Гулдборгсунду. Линија која повезује Флинторн-Рев и Скјелби (54° 38′ N 11° 53′ E / 54.633° С; 11.883° И).
- У Ересунду. Линија која повезује Стевенс светионик (55° 17′ N 12° 27′ E / 55.283° С; 12.450° И) и Фалстербо тачку (55° 23′ N 12° 49′ E / 55.383° С; 12.817° И).

### Потподеле
Северни део Балтичког мора је познат као Ботнијски затон, који је најсевернији део Залива Ботније или Ботнијског залива. Заокуженији јужни базен залива се назива Ботнијским морем и непосредно на југу од њега лежи Аландско море. Фински залив повезује Балтичко море са Санкт Петербургом. Ришки залив лежи између латвијске престонице Риге и естонског острва Сарема.
Северно Балтичко море лежи између Стокхолмске области, југозападне Финске и Естоније. Западни и источни Готландски базени формирају главни део централног Балтичког мора или отвореног Балтика. Борнхолмшки базен је област источно од Борнхолма, а плићи Арконски базен протеже се од Борнхолма до данских острва Фалстер и Селанд.
На југу, Гдањски залив лежи источно од полуострва Хел на пољској обали и западно од Самбијског полуострва у Калињинградској области. Померански залив лежи северно од оства Уседом и Волин, источно од Ригена. Између Фалстера и немачке обале леже Мекленбуршки и Либешки залив. Најзападнији део Балтичког мора је Килски залив. Три данска пролаза, Велики појас, Мали појас и Ересунд (Öresund/Øresund), повезују Балтичко море са Категатом и мореузом Скагерак у Северном мору.

### Температура и лед
Температура воде Балтичког мора знатно варира у зависности од локације, сезоне и дубине. У Борнхолмском базену, који је лоциран директно источно од истоименог острва, површинска температура типично пада до 0—5 °C (32—41 °F) током врхунца зиме и подиже се на 15—20 °C (59—68 °F) током врхунца лета, са годишњим просеком од око 9—10 °C (48—50 °F). Сличан образац је уочљив у Готландском базену, који је лоциран између острва Готланд и Латвије. У дубокој води тих базена температурне варијације су мале. На дну Борнхолмског базена, на дубинама већим од 80 m, температура је типично 1—10 °C (34—50 °F), а на дну Готландског базена, на дубинама већим од 225 m, температура је типично 4—7 °C (39—45 °F).

## Балтичке државе
- Данска
- Естонија
- Летонија
- Литванија
- Немачка
- Пољска
- Русија
- Финска
- Шведска

## Веће реке
Најважније реке које се уливају у Балтичко море су:
- Летонија
  - Дзвина
- Естонија
  - Њемен
- Русија
  - Нева
  - Прегола
- Литванија
  - Њемен
- Пољска
  - Одра
  - Висла
  - Паслека
  - Радуња
  - Реда
  - Леба
  - Слупиа
  - Виепжа
  - Парсета
  - Рега
- Немачка
  - Пине
  - Варнов
  - Траве
- Финска
  - Кеми
- Шведска
  - Гета
  - Луле

## Острва Балтичког мора
| Данска   | Немачка | Немачка и Пољска | Пољска | Естонија | Русија   | Финска          | Шведска |
| Селанд   | Ферман  | Узедом           | Волин  | Хијума   | Кронштат | Оландска острва | Готланд |
| Фин      | Риген   |                  |        | Сарема   |          |                 | Еланд   |
| Лоланд   |         |                  |        |          |          |                 |         |
| Фалстер  |         |                  |        |          |          |                 |         |
| Борнхолм |         |                  |        |          |          |                 |         |